# Kraj Zacisański
Kraj Zacisański (węg. Tiszántul) – region geograficzny zajmujący część Wielkiej Niziny Węgierskiej leżącą na wschód od doliny Cisy.
Zachodnią granicę Kraju Zacisańskiego tworzy w zasadzie dolina Cisy, tylko na jej północnym odcinku stanowią ją wschodnie zbocza Gór Tokajsko-Slańskich. Na północy Kraj Zacisański opiera się o Pogórze Ondawskie i pasma górskie Łańcucha Wyhorlacko-Gutyńskiego (Wyhorlat, Makowica, Bużora, Tupy, Oaș i Góry Gutyńskie). Na wschodzie Kraj Zacisański graniczy z Karpatami Wschodnimi, Górami Zachodniorumuńskimi i Karpatami Południowymi. Na tym odcinku Kraj Zacisański głęboko wcina się między góry dolinami Samoszu, Kereszów, Maruszy i Temeszu oraz wielu mniejszych rzek. Na południu granicę Kraju Zacisańskiego stanowi dolina Dunaju.
Kraj Zacisański w przeważającej części leży na terytorium Węgier. Nazwy tej używa tylko geografia węgierska, jednakże określana nią jednostka rozciąga się także poza dzisiejszymi granicami Węgier – na Słowacji, Ukrainie, w Rumunii i Serbii. Jej część słowacka jest określana jako Nizina Wschodniosłowacka, część ukraińska – jako Nizina Zakarpacka, część rumuńska – jako Nizina Cisy, część serbska – jako Równina Wojwodiny.
Kraj Zacisański dzieli się na:
1. górny Tiszántul:
  1. Równina Satmarsko-Berehowska,
  2. Bodrogköz i Rétköz,
  3. Nyírség,
  4. Hortobágy,
  5. Hajduság,
  6. Wielka Kumania (węg. Nagykunság),
  7. Wielki i Mały Sárrét (Nagy-Sárrét i Kis-Sárrét),
2. dolny Tiszántul – międzyrzecze Kereszu i Maruszy (Maros Körös köze)

Kraj Zacisański stanowi słabo zróżnicowaną równinę, płasko opadającą z północy na południe (od wysokości 120 do 80 m n.p.m.), zbudowaną głównie z osadów rzecznych, przy pewnym udziale utworów eolicznych. Naturalną formacją roślinną Kraju Zacisańskiego był step i lasostep, spora część była również podmokła lub wręcz zabagniona. Obecnie przeważająca większość regionu jest zajęta pod intensywne uprawy rolne, ze względu na bardzo urodzajne gleby – mady, czarnoziemy i lessy. Na południu Kraju Zacisańskiego zdarzały się również wychodnie piasków (największa – Deliblatska peščara w Wojwodinie).